# Xã Linton, Quận Vigo, Indiana
Xã Linton (tiếng Anh: Linton Township) là một xã thuộc quận Vigo, tiểu bang Indiana, Hoa Kỳ. Năm 2010, dân số của xã này là 1.323 người.